# شهرستان مورگان (میزوری)
شهرستان مورگان، میزوری (به انگلیسی: Morgan County, Missouri) یک شهرستان در ایالات متحده آمریکا است که در میزوری واقع شده‌است.